# Moselle Open 2016
Il Moselle Open 2016 è stato un torneo di tennis giocato sul cemento indoor. È stata la 14ª edizione del torneo facente parte della categoria ATP Tour 250 nell'ambito dell'ATP World Tour 2016. Si è giocato all'Arènes de Metz di Metz, in Francia, dal 19 al 25 settembre 2016.

## Partecipanti

### Teste di serie
| Nazionalità | Giocatore     | Ranking | Testa di serie* |
| ----------- | ------------- | ------- | --------------- |
| Austria     | Dominic Thiem | 10      | 1               |
| Belgio      | David Goffin  | 14      | 2               |
| Francia     | Lucas Pouille | 18      | 3               |
| Francia     | Gilles Simon  | 28      | 4               |
| Slovacchia  | Martin Kližan | 31      | 5               |
| Lussemburgo | Gilles Müller | 37      | 6               |
| Francia     | Benoît Paire  | 38      | 7               |
| Francia     | Nicolas Mahut | 40      | 8               |

* Ranking al 12 settembre 2016.

### Altri partecipanti
I seguenti giocatori hanno ricevuto una wild card per il tabellone principale:
- Julien Benneteau
- Quentin Halys
- Tommy Robredo

I seguenti giocatori sono passati dalle qualificazioni:

- Grégoire Barrère
- Nikoloz Basilašvili
- Peter Gojowczyk
- Vincent Millot

## Campioni

### Singolare
Lucas Pouille ha sconfitto in finale  Dominic Thiem con il punteggio di 7–6(5), 6-2.
- È il primo titolo in carriera per Pouille.

### Doppio
Julio Peralta /  Horacio Zeballos hanno sconfitto in finale  Mate Pavić /  Michael Venus con il punteggio di 6-3, 7–6(4).